# Giovanni Battista Ceschi a Santa Croce
Giovanni Battista Ceschi a Santa Croce (Trento 1827 - Roma 24 de gener de 1905) fou Gran Mestre de l'Orde de l'Hospital des del 1879 fins a l'any de la seva mort.
El 1871 va ser elegit com a successor de fra Alessandro Borgia en el càrrec de lloctinent del mestre, fins que el papa Lleó XIII el va nomenar Gran Mestre el 28 de març de 1879. Fou el primer mestre després de 70 anys de lloctinents interins a causa dels problemes que tenia l'orde per trobar una nova seu. Finalment, el 1834 l'orde es va establir a Roma i va esdevenir un país extraterritorial.
Durant el seu magisteri, Ceschi va crear associacions nacionals de laics de l'orde, així no calia que fossin cavallers.